# Asnières-en-Bessin
 Asnières-en-Bessin  es una población y comuna francesa, situada en la región de Baja Normandía, departamento de Calvados, en el distrito de Bayeux y cantón de Isigny-sur-Mer.

## Demografía
| 106 | 91 | 91 | 74 | 61 | 55 |
| Para los censos de 1962 a 1999 la población legal corresponde a la población sin duplicidades (Fuente: INSEE [Consultar]) |    |    |    |    |    |